# Benedict Peak
Der Benedict Peak ist ein spitzer und hauptsächlich eisbedeckter Nebengipfel des Mount Murphy im westantarktischen Marie-Byrd-Land. Er ragt 10 km nordöstlich des Hauptgipfels auf.
Der United States Geological Survey kartierte ihn anhand eigener Vermessungen und Luftaufnahmen der United States Navy aus den Jahren von 1959 bis 1966. Das Advisory Committee on Antarctic Names benannte ihn 1967 nach Philip C. Benedict, Polarlichtforscher auf der Byrd-Station im antarktischen Winter 1966.